# Карлос де Карденас
Карлос де Карденас (ісп. Carlos de Cárdenas, 2 січня 1904 — 24 вересня 1994) — кубинський яхтсмен.
Срібний призер Олімпійських Ігор 1948 року в класі Зоряний.
Чемпіон світу в класі Зоряний 1954, 1955 років, бронзовий призер 1943 року.